# تي إن تي سبورتس (المملكة المتحدة)
تي إن تي سبورتس (بالإنجليزية: TNT Sports)‏ (سابقاً بي تي سبورت) (بالإنجليزية: BT Sport)‏ هي مجموعة قنوات رياضية تلفزيونية مدفوعة الأجر في المملكة المتحدة وأيرلندا. وهي مملكوكة لشركة وارنر براذرز ديسكفري سبورتس ومجموعة بي تي، وتم إطلاقها لأول مرة في 1 أغسطس 2013. تقع القنوات في مجمع وارنر براذرز ديسكفري في تشيسويك بارك بلندن، حيث كان مقرها في مركز البث الدولي السابق في حديقة الملكة إليزابيث الأولمبية في لندن حتى يوليو 2023. القنوات متوفرة على منصات بي تي تي في وسكاي وفيرجن ميديا التلفزيونية في المملكة المتحدة، وسكاي أيرلندا وفودافون تي في في جمهورية أيرلندا.
تم إنشاء الشبكات في عام 2013 بعد استحواذ مجموعة على حقوق الدوري الإنجليزي الممتاز. استحوذت بي تي أيضًا على عمليات صاحب الحقوق السابق إي إس بي إن قبل الإطلاق ودمجها مع بي تي سبورت. في عام 2022، أعلنت مجموعة بي تي عن اتفاقية مع شركة وارنر برذرز. ديسكفري لتشكيل مشروع مشترك من شأنه أن يدمج بي تي سبورت مع شركتها المحلية يوروسبورت. تمت الموافقة على الصفقة في يوليو 2022 وفي 18 يوليو 2023 تم تغيير علامتها التجارية بي تي سبورت إلى تي إن تي سبورتس، مع إدراج يوروسبورت يو كي في العلامة التجارية في موعد لا يتجاوز أوائل عام 2026.